# Organizzazione militare degli Illiri
La storia dell'organizzazione militare degli Illiri dura dall'inizio del II millennio a.C. fino al I secolo d.C. nella regione di Illiria e nel sud Italia, dove la civiltà degli lapigi fiorì.
Essa riguarda i conflitti armati delle tribù illiriche e dei loro regni nei Balcani, in Italia così come l'attività dei pirati nel Mediterraneo. Oltre ai conflitti tra Illiri e le nazioni e tribù confinanti, sono state registrate numerose guerre all'interno delle tribù illiriche stesse.
Gli Illiri erano guerrieri famosi, secondo le fonti antiche. Erano conosciuti in tempi antichi come abili artigiani e costruttori di navi e controllarono gran parte del mare Adriatico e Ionio con le loro numerose navi da guerra. Gli Illiri avevano armi efficaci come la sica, una spada ricurva a punta che ha avuto origine in Illiria e in seguito era stata adottata in tutti i Balcani e utilizzata in seguito dai Romani.

## Contesto storico

### Mitologia
I racconti delle popolazioni illiriche impegnate in conflitti armati li troviamo nella mitologia greca e in particolare nella leggenda di Armonia e Cadmo, dove quest'ultimo guidò la popolazione illirica degli Enchelani in una campagna vittoriosa contro gli Illiri, dopo aver ascoltato il consiglio divino di un oracolo. Se la leggenda è vera questa guerra sarebbe avvenuta attorno al 2000 a.C., il periodo in cui si ritiene che Cadmo abbia vissuto.

### Conflitti tribali
Le tribù illiriche erano riluttanti ad aiutarsi reciprocamente in tempo di guerra e spesso si combattevano altre volte si alleavano con i vicini Romani e Greci: Questi conflitti nascevano per il possesso dei territori, pascoli e aree ricche di ferro e sale. I Romani, prima della conquista dell'Illiria, furono spesso coinvolti in conflitti tribali, utilizzandoli per ottenerne dei vantaggi.
Il più importante di questi coinvolgimenti da parte dei Romani fu una guerra scoppiata tra Dalmati e Liburni attorno a Promona, che alla fine fu costretta a chiedere la pace. I Romani normalmente agirono come arbitri nelle loro lotte interne e sanguinose. La tribù degli Autariatae combatté contro gli Ardiaei per il controllo di importanti miniere di sale. Gli Ardiaei erano noti, prima di essere sconfitti dai Romani. I Daorsi subirono attacchi dai Delmatae, fino a quando non fecero richiesta di aiuto ai Romani.

### Regni
Il primo regno ricordato degli Illiri fu quello degli Enchelei nell'VIII secolo a.C.. Gli Enchelei mantenne il dominio per due secoli fino a quando questo stato non si frammentò all'inizio del VI secolo a.C.. Dopo gli Enchelei, i Taulanti costituirono un loro regno nel VII secolo a.C.. Gli Autariatae sotto Pleuria (337 a.C.) divennero un regno. Il regno degli Ardiaei nacque attorno al 230 a.C. e terminò nel 167 a.C. Il più importante regno e dinastia degli Illiri fu quella dei Bardilli del popolo dei Dardani e di Agrone degli Ardiaei, il quale creò l'ultimo e meglio conosciuto regno illirico. Agrone regnò sugli Ardiaei ed estese i suoi domini ad altre tribù. Riguardo ai Dardani, essi mantennero sempre dei domini separati dal resto degli Illiri.
I regni degli Illiri erano composti da piccoli territori. L'esatta loro ampiezza, anche dei più importanti, rimane sconosciuta. Solo i Romani conquistarono l'intera regione. L'organizzazione interna dei regni meridionali illirici tendeva ad imitare i vicini regni greci ed era influenzata da Greci e cultura ellenistica nella crescita dei loro centri urbani. Polibio fornisce una descrizione della loro società: soldati contadini combattevano sotto la guida di aristocratici che egli chiama in greco Polydynastae (in greco, Πολυδυνάστες), di cui ciascuno controllava una cittadina all'interno del regno. Si trattava di monarchie ereditarie e i sovrani illiri spesso utilizzavano i matrimoni come mezzo per suggellare nuove alleanze con altri importanti sovrani. Plinio il Vecchio scrive che i popoli che formavano il nucleo dei regni illirici erano propriamente illirici o Illyrii Proprie Dicti. Essi erano: i Taulantii, i Pleraei, i Endirudini, Sasaei, Grabaei ed i Labeatae. Questi più tardi si unirono per formare i Docleatae.

### Talassocrazia dei Liburni

Mappa di Corfù, avamposto più meridionale dei Liburni

Competenze sulla navigazione e mobilità dei Liburni sulle loro navi veloci, la liburna, permise a loro di essere presenti molto presto, non solo lungo la orientale della costa adriatica, ma anche sulle coste occidentali dell'Italia preromana. Questo processo iniziò durante le grandi migrazioni pannonico-adriatiche della fine dell'Età del bronzo (dal XII al X secolo a.C.). Durante l'Età del ferro, li troviamo già lungo la costa italica, dove fondarono alcune colonie in Apulia e soprattutto nel Piceno, dove svilupparono specifiche culture dell'età del ferro.
Dal IX al VI secolo a.C. ci fu certa unità culturale nel bacino dell'Adriatico, di stampo prevalentemente liburno, la cui supremazia navale coincise con un'autorità politica ed economica per diversi secoli. Alcuni toponimi attestano non solo migrazioni di Liburni, ma anche di altre popolazioni illiriche lungo le coste del centro e sud Italia (Apulia e Picenum).